# Přebor Jihomoravského kraje 2017/2018
V soubojích 58. ročníku Přeboru Jihomoravského kraje 2017/18 (jedna ze skupin 5. fotbalové ligy) se utkalo 16 týmů každý s každým dvoukolovým systémem podzim–jaro. Tento ročník začal v sobotu 12. srpna 2017 úvodními šesti zápasy předehrávaného 2. kola a skončil v sobotu 16. června 2018 zbývajícími čtyřmi utkáními 30. kola. Kromě vítězného Lanžhota postoupila do divize i Bystrc.

## Nové týmy v sezoně 2017/18
- Z Divize D 2016/17 nesestoupilo do Jihomoravského krajského přeboru žádné mužstvo.
- Ze skupin I. A třídy Jihomoravského kraje 2016/17 postoupila mužstva FC Svratka Brno (vítěz skupiny A) a FC Veselí nad Moravou (vítěz skupiny B).

## Nejlepší střelec
Nejlepším střelcem ročníku se stal Lukáš Čambal z Lanžhota, který vstřelil 25 branek ve 27 startech.

## Konečná tabulka
Zdroj: 
| Poř. | Tým                       | Z  | V  | R | P  | VG | OG | B  |
| ---- | ------------------------- | -- | -- | - | -- | -- | -- | -- |
| 1.   | TJ Sokol Lanžhot          | 30 | 21 | 6 | 3  | 82 | 21 | 69 |
| 2.   | TJ Tatran Bohunice        | 30 | 17 | 9 | 4  | 73 | 34 | 60 |
| 3.   | SK Olympia Ráječko        | 30 | 17 | 7 | 6  | 71 | 35 | 58 |
| 4.   | FC Dosta Bystrc-Kníničky  | 30 | 17 | 6 | 7  | 61 | 44 | 57 |
| 5.   | FC Sparta Brno            | 30 | 14 | 9 | 7  | 64 | 52 | 51 |
| 6.   | FK Mutěnice               | 30 | 14 | 8 | 8  | 56 | 32 | 50 |
| 7.   | FC Boskovice              | 30 | 13 | 7 | 10 | 58 | 54 | 46 |
| 8.   | FC Svratka Brno (N)       | 30 | 12 | 8 | 10 | 69 | 52 | 44 |
| 9.   | FK SK Bosonohy            | 30 | 12 | 5 | 13 | 56 | 57 | 41 |
| 10.  | SK Vojkovice              | 30 | 11 | 4 | 15 | 50 | 70 | 37 |
| 11.  | TJ Tatran Rousínov        | 30 | 10 | 2 | 18 | 49 | 73 | 32 |
| 12.  | FC Moravský Krumlov       | 30 | 8  | 7 | 15 | 46 | 70 | 31 |
| 13.  | FC Ivančice               | 30 | 7  | 7 | 16 | 43 | 58 | 28 |
| 14.  | SK Moravská Slavia Brno   | 30 | 8  | 4 | 18 | 39 | 79 | 28 |
| 15.  | FC Veselí nad Moravou (N) | 30 | 6  | 3 | 21 | 42 | 86 | 21 |
| 16.  | FC Bučovice               | 30 | 3  | 8 | 19 | 20 | 62 | 17 |

Poznámky:
- Z = Odehrané zápasy; V = Vítězství; R = Remízy; P = Prohry; VG = Vstřelené góly; OG = Obdržené góly; B = Body; (S) = Mužstvo sestoupivší z vyšší soutěže; (N) = Mužstvo postoupivší z nižší soutěže (nováček)
- O pořadí na 13. a 14. místě rozhodla bilance vzájemných zápasů: Moravská Slavia – Ivančice 0:4, Ivančice – Moravská Slavia 2:2[1]

|  | Postup do Divize D 2018/19                                |
|  | Sestup do I. A třídy Jihomoravského kraje – sk. B 2018/19 |